# Jonathan Copete
Jonathan Copete (Santiago de Cali, Valle del Cauca, Colombia; 23 de enero de 1988) es un futbolista colombiano que juega como delantero o extremo, y actualmente es jugador de Clube de Regatas Brasil en el Brasileirão de Serie B.

## Trayectoria

### Trujillanos
Con el pase en su poder llegó al Trujillanos de Venezuela. Allí estuvo en la temporada 2005/2006, donde debutó en la Primera División. 

### Atlético Trujillo
En el año 2008 se convirtió en futbolista de Atlético Trujillo, institución en la que dio a conocer todas sus capacidades como delantero, ya que disputó 12 cotejos y marcó 16 goles.

### Trujillanos
En la temporada 2009/2010 retornó al Trujillanos, club en el que se mantuvo por un año más, año en el que jugó 30 encuentros y anotó 10 goles.

### Zamora
Para la temporada 2010/2011 se transformó en jugador del Zamora, en donde conseguiría su primer título como profesional: el Torneo Clausura 2011. Tras ese certamen, en el que fue el máximo artillero del mismo con 10 tantos, emigró a Colombia, su país natal. Sus números en el "Blanquinegro" indican que disputó 32 partidos y convirtió 14 tantos.

### Santa Fe
A mediados de 2011 se confirmó su pase al club Santa Fe de la Primera División de Colombia. Allí marco un total de 4 goles en su primer semestre (entre partidos del torneo local y de la Copa Sudamericana 2011), convirtiéndose con esto para el Apertura 2012 en uno de los futbolistas clave en la conquista del campeonato por parte de Santa Fe. Copete convirtió 7 goles durante todo el certamen, además de ser el autor del tanto que le dio el título al conjunto cardenal sobre el Deportivo Pasto, cortando con 37 años de sequía del equipo en la Categoría Primera A.
Con el club bogotano convirtió 13 goles en 50 partidos.

### Vélez Sarsfield
El 24 de julio de 2012 se confirma su paso a Vélez Sarsfield que compró el 50% de los derechos deportivos del jugador que eran propiedad del equipo "cardenal". El otro 50% pertenece a un grupo inversor.
En su primer partido con Vélez, sufre una fractura en el pie izquierdo, no obstante pasaron 2 partidos más para que su lesión se agravara y tuviera que ser operado dejándolo inactivo por 3 meses.
Por la fecha 17 del torneo Inicial 2012, frente a All Boys vuelve al primer equipo, luego de haber jugado 2 partidos por el torneo de reservas donde anotó 3 goles, entra en el segundo tiempo participando en el segundo gol de su equipo.
En la penúltima fecha, Vélez se consagra campeón con Copete en cancha. El colombiano, a pesar de su lesión, pudo formar parte del equipo en siete ocasiones.
Marca su primer gol con Vélez en la victoria 3 a 1 frente a Peñarol por la cuarta fecha de la fase de grupos de la Copa Libertadores 2013. En enero de 2014, a pesar de que iba a ser tenido en cuenta en Vélez.

### Santa Fe
Fue cedido a préstamo por 6 meses al Santa Fe para jugar con mayor continuidad. En la primera fecha de la Copa Libertadores 2014 marca su primer gol, luego de su retorno al club cardenal, frente al Nacional de Paraguay en la victoria 3 a 1 de los bogotanos.

### Atlético Nacional
Para el segundo semestre de 2014 fue contratado por el equipo verde para afrontar los tres torneos que se aproximaban junto a Alejandro Guerra y Luis Carlos Ruiz. Al principio le costó adaptarse a la metodología y el modo de trabajar del profesor Juan Carlos Osorio, pero con el pasar de las fechas demostró que podía cubrir el puesto de titular en el caso de alguna ausencia en la primera plantilla. El segundo semestre de Atlético Nacional fue para cerrar un año dorado aunque no haya obtenido ningún título. Llegó hasta cuartos de final de la Copa Colombia aunque haya usado una plantilla mixta entre las alternativas del equipo y algunos jugadores canteranos. En cuanto a la liga local, el equipo quedó penúltimo de su cuadrangular usando nóminas mixtas también incluyendo varias veces a Jonathan quien entraba a disputar minutos y logró marcar varios goles. En la Copa Sudamericana el equipo fue finalista subcampeón ante River Plate quien venció 3-1 al elenco paisa debido a sus falencias defensivas en el juego aéreo. Jonathan Copete no anotó ningún gol en este certamen.
Para 2015 el equipo paisa tenía en su camino la Copa Libertadores y el torneo local. Copete ganó la confianza de Juan Carlos Osorio y se afirmó más en la plantilla titular que disputó los dos torneos. Copete logró anotar un tanto en la goleada que le proporcionó el conjunto verdolaga al Libertad de Paraguay en el Atanasio Girardot por un marcador de 4-0 en la Copa Libertadores, competencia de la que el elenco saldría eliminado en octavos de final contra Emelec de Ecuador por un marcador global de 2-1. En la liga local Copete lograría marcar varios tantos, destacándose su triplete contra la Uniautónoma. Para el primer semestre Atlético Nacional clasificaría a octavos de final con 33 puntos, llave que emparejaría con el Deportivo Cali el cual logró un empate 3-3 en el Atanasio Girardot (compromiso en el cual Copete fue figura) y un sufrido penal en Palmaseca para quedarse con la llave. Fue un semestre complicado para el verde de la montaña quien ya completaba un año sin títulos. 
Para el segundo semestre de 2015, bajo la dirección técnica de Reinaldo Rueda, Copete no fue clave en el equipo del técnico caleño, ya que disputó pocos partidos como titular, todo esto debido también a una fuerte lesión que recayó en una operación de su zona mandibular que lo alejó de las canchas por dos meses y que después de su retorno no convenció con su nivel al DT Reinaldo Rueda, aunque haya sido clave en la victoria ante Cúcuta Deportivo, partido en el cual una victoria significaría conseguir un puntaje histórico en torneos cortos (45: el récord lo poseía el América de Cali con 43 puntos). Copete se consagró campeón con la escuadra verdolaga a fin de año siendo el equipo más destacado de la temporada. 
Para 2016 Copete continúa con la escuadra verdolaga acechando por una oportunidad debido a la partida de uno de los máximos referentes en la posición que cubría, Yimmi Chará.
Aunque el 27 de julio del 2016 cuando Atlético Nacional se coronó campeón de aquella edición de la Copa Libertadores Copete ya no formaba parte de la nómina del cuadro verdolaga se le atribuye aquel campeonato internacional a su palmarés ya que en aquella edición de aquel torneo internacional Copete jugó 8 partidos y anotó 3 goles, contribuyendo, por ende, a que el Atlético Nacional ganara su segunda Copa Libertadores.

### Santos
El 18 de mayo de 2016 llega al Santos de Brasil. Debutó el 29 de junio con gol en la derrota de su equipo 3-2 frente a Grêmio por el Brasileirao. El 13 de octubre le daría la victoria a su club por la mínima en la visita a Sao Paulo. Marcaría el gol de la victoria de su club por la mínima el 29 de octubre en el clásico contra Palmeiras. El 6 de noviembre le da la victoria a su club como visitantes ante Ponte Preta por 2 a 1.
El 5 de marzo de 2017 le da la victoria a su club por la mínima entrando desde el banco en su visita a Santo André por el torneo Campeonato Paulista 2017, el 21 de junio marca los dos goles de la victoria de su club 2 a 0 sobre Vitória. El 9 de julio marca su primer hat-trick como profesional dándole la victoria a su club 3 a 2 en el clásico frente al Sao Paulo donde sale como la figura del partido. Jugó la Copa Libertadores 2017 donde llegó hasta cuartos de final, siendo eliminados por Barcelona. El 19 de noviembre marca el gol del triunfo por la mínima sobre Gremio.
Su primer gol del 2018 lo marca hasta el 3 de noviembre en la caída 3-2 contra el líder Palmeiras.

El 24 de enero marca su primer gol del 2019 en la goleada 4 por 0 sobre San Bento.

### Everton de Viña del Mar
El 7 de febrero de 2020 se confirma como nuevo jugador del Everton de Viña del Mar de la Primera División de Chile. Debutó el 22 de febrero en la derrota como local de su equipo frente a Unión La Calera ingresando en el segundo tiempo.

## Selección nacional
El 4 de noviembre de 2016 es convocado por José Pekerman por primera vez para integrar la plantilla de la Selección Colombia para disputar ante las selecciones de Selección Chile y la de Selección Argentina, los partidos por las Eliminatorias al Mundial de 2018.
El 15 de noviembre debuta con la selección nacional por las Eliminatorias Rusia 2018 en la derrota 3-0 frente a Selección Argentina en San Juan, entrando a los 66 minutos por Daniel Alejandro Torres.

### Participaciones enEliminatorias al Mundial
| Eliminatoria                        | Sede del Mundial | Posición      | Resultado   | PJ | GA | Asis |
| ----------------------------------- | ---------------- | ------------- | ----------- | -- | -- | ---- |
| Eliminatorias Mundial de Rusia 2018 | Rusia            | 4°lugar 27pts | Clasificado | 1  | 0  | 0    |

## Estadísticas
| Trujillanos · Venezuela | 1.ª           | 2005-06       | 6   | 0  | 0  | 0  | 0  | 0 | 6   | 0   | 0    |
| Trujillanos · Venezuela | Total club    | Total club    | 6   | 0  | 0  | 0  | 0  | 0 | 6   | 0   | 0    |
| Atlético Trujillo · Venezuela | 2.ª           | 2008          | 0   | 0  | 0  | 0  | 0  | 0 | 0   | 0   | 0    |
| Atlético Trujillo · Venezuela | 2.ª           | 2008-09       | 12  | 16 | 0  | 0  | 0  | 0 | 12  | 16  | 1,33 |
| Atlético Trujillo · Venezuela | Total club    | Total club    | 12  | 16 | 0  | 0  | 0  | 0 | 12  | 16  | 1,33 |
| Trujillanos · Venezuela | 1.ª           | 2009-10       | 32  | 10 | 0  | 0  | 0  | 0 | 32  | 10  | 0,31 |
| Trujillanos · Venezuela | Total club    | Total club    | 32  | 10 | 0  | 0  | 0  | 0 | 32  | 10  | 0,31 |
| Zamora · Venezuela | 1.ª           | 2010-11       | 32  | 14 | 0  | 0  | 0  | 0 | 32  | 14  | 0,44 |
| Zamora · Venezuela | Total club    | Total club    | 32  | 14 | 0  | 0  | 0  | 0 | 32  | 14  | 0,44 |
| Santa Fe · Colombia | 1.ª           | 2011          | 17  | 3  | 0  | 0  | 7  | 1 | 24  | 4   | 0,17 |
| Santa Fe · Colombia | 1.ª           | 2012          | 23  | 7  | 3  | 2  | 0  | 0 | 26  | 9   | 0,35 |
| Santa Fe · Colombia | Total club    | Total club    | 40  | 10 | 3  | 2  | 7  | 1 | 50  | 14  | 0,28 |
| Vélez Sarsfield Argentina | 1.ª           | 2012-13       | 22  | 0  | 1  | 0  | 8  | 2 | 31  | 2   | 0,06 |
| Vélez Sarsfield Argentina | 1.ª           | 2013-14       | 12  | 0  | 0  | 0  | 3  | 0 | 15  | 0   | 0    |
| Vélez Sarsfield Argentina | Total club    | Total club    | 34  | 0  | 1  | 0  | 11 | 2 | 46  | 2   | 0,04 |
| Santa Fe · Colombia | 1.ª           | 2014          | 15  | 1  | 0  | 0  | 6  | 2 | 21  | 3   | 0,14 |
| Santa Fe · Colombia | Total club    | Total club    | 15  | 1  | 0  | 0  | 6  | 2 | 21  | 3   | 0,15 |
| Atlético Nacional · Colombia | 1.ª           | 2014          | 16  | 3  | 5  | 1  | 10 | 0 | 31  | 4   | 0,13 |
| Atlético Nacional · Colombia | 1.ª           | 2015          | 29  | 11 | 4  | 2  | 8  | 1 | 41  | 14  | 0,34 |
| Atlético Nacional · Colombia | 1.ª           | 2016          | 11  | 3  | 2  | 2  | 8  | 3 | 21  | 8   | 0,38 |
| Atlético Nacional · Colombia | Total club    | Total club    | 56  | 17 | 11 | 5  | 26 | 4 | 91  | 26  | 0,29 |
| Santos · Brasil | 1.ª           | 2016          | 25  | 10 | 6  | 2  | 0  | 0 | 31  | 12  | 0,38 |
| Santos · Brasil | 1.ª           | 2017          | 40  | 9  | 3  | 3  | 9  | 0 | 52  | 12  | 0,23 |
| Santos · Brasil | 1.ª           | 2018          | 27  | 1  | 2  | 0  | 4  | 0 | 33  | 1   | 0,03 |
| Santos · Brasil | 1.ª           | 2019          | 11  | 1  | 1  | 0  | 2  | 0 | 14  | 1   | 0,33 |
| Santos · Brasil | Total club    | Total club    | 103 | 21 | 12 | 5  | 15 | 0 | 131 | 26  | 0,22 |
| Pachuca · México | 1.ª           | 2019-20       | 13  | 1  | 4  | 1  | 0  | 0 | 17  | 2   | 0,11 |
| Pachuca · México | Total club    | Total club    | 13  | 1  | 4  | 1  | 0  | 0 | 17  | 2   | 0,11 |
| Everton · Chile | 1.ª           | 2020          | 2   | 0  | 0  | 0  | 0  | 0 | 2   | 0   | 0,0  |
| Everton · Chile | Total club    | Total club    | 2   | 0  | 0  | 0  | 0  | 0 | 2   | 0   | 0,0  |
| Santos · Brasil | 1.ª           | 2021          | 4   | 0  | 0  | 0  | 5  | 0 | 9   | 0   | 0,0  |
| Santos · Brasil | Total club    | Total club    | 4   | 0  | 0  | 0  | 5  | 0 | 9   | 0   | 0,0  |
| Avaí · Brasil | 1.ª           | 2021          | 24  | 4  | 0  | 0  | 0  | 0 | 24  | 4   | 0,16 |
| Avaí · Brasil | Total club    | Total club    | 24  | 4  | 0  | 0  | 0  | 0 | 24  | 4   | 0,16 |
| Total carrera | Total carrera | Total carrera | 373 | 94 | 31 | 13 | 70 | 9 | 476 | 116 | 0,27 |
| (1) Incluye datos de la Copa Colombia (2012, 2014 y 2015), la Copa Argentina (2012-13) y la Superliga de Colombia (2015, 2016). (2) Incluye datos de Copa Sudamericana (2011, 2013, 2014) y Copa Libertadores de América (2013, 2014, 2015, 2017). |               |               |     |    |    |    |    |   |     |     |      |

### Hat-tricks
| 1 | 9 de julio de 2017 | Urbano Caldeira, Santos | Santos - Sao Paulo |  | 3 - 2 | Brasileirao 2017 |

## Palmarés

### Torneos nacionales
| Título                        | Club              | País      | Año     |
| ----------------------------- | ----------------- | --------- | ------- |
| Segunda División              | Atlético Trujillo | Venezuela | 2008/09 |
| Torneo Apertura               | Zamora            | Venezuela | 2011    |
| Categoría Primera A           | Santa Fe          | Colombia  | I-2012  |
| Primera División de Argentina | Vélez Sarsfield   | Argentina | I-2012  |
| Primera División de Argentina | Vélez Sarsfield   | Argentina | 2012/13 |
| Categoría Primera A           | Atlético Nacional | Colombia  | 2015    |
| Superliga de Colombia         | Atlético Nacional | Colombia  | 2016    |

### Torneos internacionales
| Título            | Club              | País     | Año  |
| ----------------- | ----------------- | -------- | ---- |
| Copa Libertadores | Atlético Nacional | Colombia | 2016 |

### Distinciones individuales
| Distinción                                                  | Año  |
| ----------------------------------------------------------- | ---- |
| Goleador del Torneo Clausura 2011 (Venezuela) con 10 goles. | 2011 |